# デジタル・デトックス

デジタルデトックスとは、スマートフォンなどのデジタル機器を使わないことを指す

デジタル・デトックス（Digital detox）とは、SNSやスマートフォンやコンピューターといったデジタル機器の使用を自発的に控えていくこと、またその期間のことである。現代ではデジタル機器やインターネットに費やす時間が増加しているため、こういったデトックスが人気になっている。

## 背景
デロイトが2015年に実施した調査によると、スマートフォンユーザーの約59%が、就寝の5分前と起床後の30分以内にSNSをチェックしている。

## 動機
人がデジタル・デトックスを始める動機には次のようなものがある。
- いくつかのインターネット依存症とみなされる依存行動が現れることに対する不安[6]
- テクノロジーの使いすぎから生まれるストレスや不安の軽減を目指すため[7]
- オンライン上以外での社会的交流と行動に再び焦点を当てるため
- 自然と再び触れ合うため
- マインドフルネスの向上のため
- 注意散漫の傾向やマルチタスクを排除して、学習能力を向上させるため[8][9]

デジタル・デトックスを追求するもう一つの重要な動機は、過剰なテクノロジーの使用が健康に悪影響を及ぼすことが示されていることである。

### テクノロジー依存と過剰使用による健康への影響

#### 生理学的健康への影響
テクノロジーの長期にわたる過剰使用は、睡眠の質を低下させ、眼精疲労と視力の問題を引き起こし、片頭痛の発生を増加させることが分かっている。以前に行われた7,000人以上の参加者を対象とした調査では、スクリーンを備えた何らかのテクノロジーを使用する人の約70%が「[テクノロジーデバイスを備えたスクリーン]の使用が増えてきたため、目にかかるデジタルの負担」を経験していることが明らかになった。
携帯電話やコンピューターなどの一般的な技術機器が睡眠に及ぼす影響については、よく研究されている。スクリーンから放たれる光は、ホルモンであるメラトニンの産生を抑制することがわかっている。メラトニンは、睡眠サイクルの持続時間とその特性を制御する重要な調節生化学物質である。さらに、携帯電話やその他のテクノロジーデバイスによって、私たちが十分な睡眠を取ることの妨げになることがある。夜間に寝室に携帯電話やタブレットがあると気が散ってしまって、1時間ほど睡眠に使うことができたかもしれない時間が失われてしまうことが示唆されている。

#### 心理的健康への影響
テクノロジーの過剰使用によって、精神的な健康は悪影響を受けることがわかっている。The Journal of The American Medical Associationに掲載された研究によると、デジタルメディアを頻繁に使用する10代の若者や若年成人は、注意欠陥多動性障害（ADHD）の症状を発症する可能性が2倍以上になったという。さらに、他の論文によると、テクノロジー中毒の10代の若者は、抑うつ、不安、不眠症、衝動的な行動について有意に高いスコアを示している。

#### 関係の質への影響
テクノロジーの使いすぎによって、人々の間で共有される関係は悪影響を受けることがわかっている。145人の成人を対象にした研究では、携帯電話に熱中して配偶者を蔑ろにすることは結婚満足度を低下させることが示唆された。以前に携帯電話に熱中して配偶者を軽んじたことのある人は、関係の満足度が低下するだけでなく、うつ病の検査結果も高くなり、人生に対する満足度も低くなったと報告されている。
また別の研究では、会話中にモバイル端末が目に見える位置にあることによって、会話の全体的な質だけでなく、会話に関与する人々の間で感じられるつながりの感覚が制限的な影響を受けることが示唆された。こういった知見は、日常生活における豊富なテクノロジーの存在が、私達が形成していく関係の深さに対して制限因子として作用し、そのため私達の関係の質に負の影響を与えることが示されている。

## SNSデトックス
デジタルデトックスの中にある1つの大きな要素はSNSのデトックスであり、それはある人が自発的にSNSから離れている期間を表す。学術研究では、SNSのデトックスは一般的に「ソーシャルメディアの不使用」と呼ばれ、「デジタルデトックス」の傘下にあり特にSNSからの解放に特化している。

### SNS拒否者
2019年のピュー研究所の調査によると、米国の成人の69%がFacebookを利用し、73%がYouTubeを、37%がInstagramを利用している。2012年の調査によると、Facebookユーザーの約60%が、数週間以上の期間、自発的にFacebookを離れるために意識的な努力をしている。これは「メディア拒否」と呼ばれ、かつてSNSを使用していたが現在はさまざまな理由で自発的にSNSを放棄した「SNS拒否者」として知られている非利用者を伴う。

## デトックスの方法

### SNSのデトックス
デジタル・デトックスの中にある1つの大きな要素は個人が自発的にSNSから遠ざかるSNSデトックスである。デジタルデトックスの一部だけを行う動機としては、SNSのプラットフォームに費やされた総時間とそれに関連する心理的影響に由来している。SNSを利用することは、インターネット中毒を引き起こし生産性を低下させる可能性があり、それため、エド・シーランやケンドール・ジェンナーのような有名人がSNSデトックスを実行して、他の人にもそれをするように影響を与えるに至った。コメディアンのアリ・シャフィールは、特にSNSに時間をかけすぎることを懸念し、スマートフォンの使用を拒否したことで注目を集めた。ある研究によると、平均的なユーザーはSNS上で5年4ヶ月を過ごすことになり、7年8ヶ月のテレビ視聴に次いで2番目に多いことがわかっている。また、多くのSNSユーザーは、自身が利用するプラットフォームを1日に複数回訪問しており、スナップチャットユーザーの68%、Facebookユーザーの50%が再訪している。ピュー研究所が2019年に行った調査によると、米国の成人の73%がYouTubeを、37%がInstagramを、69%がFacebookを利用しており、Facebookユーザーの約60%がSNSデトックスに取り組んでいる。

### その他の方法
ほとんどの専門家は、節度を保つことは完全にテクノロジーを捨て去ることよりもはるかに効果的なデトックス法であると認めている。デジタル機器の過剰使用を抑制する1つの方法は、スマートフォンを使用して行うことの一部をアナログな手法に割り当てることである。Googleは、ユーザーがスマートフォンにあまり頼らなくても済むように、毎日の予定や道順などの情報が記載された「紙スマホ」のアプリを発表している。また、スマートフォンの使用を厳しく禁止する「神聖な空間」を用意することも有効である。
また、自然とのつながりを再び形成して、デジタル機器への依存をなくすことを目的とした隠れ家もある。

## デジタル・デトックスに対する批判
この10年間で、テクノロジーとSNSは日常生活に不可欠な要素となり、テクノロジーやSNSの使用を控えるという決断は、選択的で可逆的な断絶への欲求を反映する意識的なライフスタイルの選択となった。デジタル時代において、SNSはソーシャルキャピタルの構築、つながりの維持、印象の管理において重要な役割を果たしている。学者たちは、SNSが心身のバランスのとれた状態を提供することができる一定レベルの注意散漫の状態を維持することの重要性を主張しており、SNSの必要性を認め、完全に排除されるべきではないと主張するものさえいる。しかし、多くの学者は、SNSに対する節度が不可欠であると判断している。それは主にSNSのプラットフォームが、「いいね!」や通知といった機能やタイムラインを延々とスクロールさせることでSNSの継続的な利用を奨励することを目標としているためである。こうした中毒性のある機能の影響を軽減するために、InstagramのようなSNSプラットフォームは、ユーザーの投稿に対する 「いいね!」をそのユーザーに見えないようにし、継続的な通知や「いいね!」から焦点を移すといった代わり方法を模索し始めている。
一部の企業は、テクノロジー中毒に反対する運動まで起こしている。例えば、Googleは2019年10月に紙スマホをリリースした。この紙スマホには、その日に必要になる自身の1日に関する情報が印刷されており、それを8等分に折りたたみスマートフォンのように利用するグーグル製品である。この目的は、スマートフォンの利便性をシンプルで静的な方法で提供することにあった。しかし、デジタルデトックスに対するグーグルのアプローチに反対し、むしろテクノロジーの利用と福祉の調和が達成できると主張する批評家もいる。こういった批判者たちは、デジタルデトックスの最善の方法は、デジタル機器に費やされている時間の量に気をつけることだと主張する。